# Bergbau-Berufsgenossenschaft

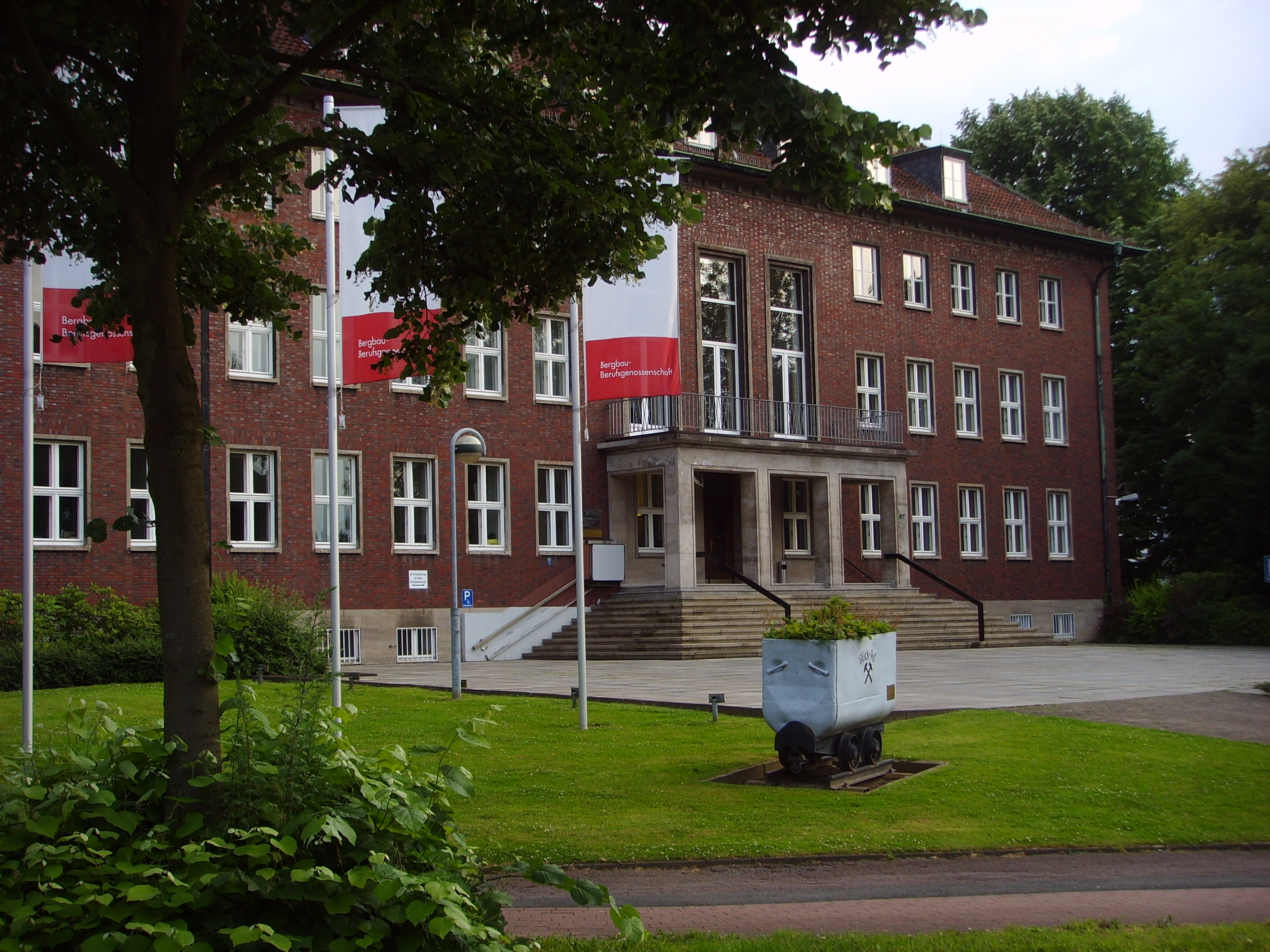
Ehemalige Bezirksverwaltung Bochum der Bergbau-BG

Die Bergbau-Berufsgenossenschaft war bis 2010 die Berufsgenossenschaft der Bergbauunternehmen in Deutschland. Sie war im 19. Jahrhundert als Knappschafts-Berufsgenossenschaft gegründet worden. Zuletzt hatte die Bergbau-BG ihren Sitz in Bochum. Zu ihr gehörten 257 Mitgliedsunternehmen mit 93.000 Versicherten. Die Berufsgenossenschaft selbst beschäftigte 660 Mitarbeiter. 
Am 1. Januar 2010 fusionierte die Bergbau-Berufsgenossenschaft mit anderen Berufsgenossenschaften zur Berufsgenossenschaft Rohstoffe und chemische Industrie.